# Улица Емельянова (Санкт-Петербург)
Улица Емелья́нова — улица в Московском районе Санкт-Петербурга. Проходит от Воздухоплавательной улицы в сторону Лиговского проспекта.

## История
С 1869 по 1886 год современному створу улицы Емельянова примерно соответствовало расположение важной в истории железных дорог России полустанции Кресты.
Первоначальное название Слободская улица известно с 1908 года.
26 декабря 1940 года переименована в улицу Емельянова, в честь И. Д. Емельянова, танкиста, участника советско-финской войны 1939—1940 годов, Героя Советского Союза.